# Muzeum hlavního města
Muzeum hlavního města (čínsky: pchin-jin Shǒudū bówùguǎn, znaky 首都博物馆) v Pekingu, čínském hlavním městě, se soustřeďuje na sbírku čínského umění. Otevřeno bylo roku 1981. Budova, ve které je muzeum umístěno byla postavena koncem 90. let 20. století.
Ve sbírkách muzea se nachází 200 tisíc památek, ale pouze malá část je vystavována. Významná část muzejních sbírek pochází z archeologických výzkumů proběhlých přímo v Pekingu. Expozice muzea zahrnují výstavu starého porcelánu, bronzů, kaligrafie, obrazů, uměleckých předmětů z nefritu, ukázky sochařského umění.